# Mokpo
Mokpo ou Mogpo é uma cidade na província de Jeolla do Sul, localizada na ponta sudoeste da península coreana, perto da montanha Yudal. Mokpo tem serviço de trem freqüente conectando Daejon e Seul, e é o terminal para uma série de estradas de ferro que servem ilhas no adjacente Mar Amarelo e o Parque Marítimo Nacional Dadohae.
Durante a ocupação japonesa (1910-1945), Mokpo serviu como um porto crucial para ambos os empreendimentos comerciais e transportes públicos, devido à sua localização ao longo das rotas marítimas entre o arquipélago japonês e o continente chinês. O grande número de ilhas ao redor do Mokpo também serviu como barreira protetora, tornando a cidade menos vulnerável a marés altas e tsunamis. Na era da ocupação, grandes áreas residenciais foram construídas para acomodar os colonos japoneses, que agora são os distritos históricos da cidade. O fim da Segunda Guerra Mundial e a independência da Coréia em 1945 foram responsáveis pela lenta perda da posição da cidade como anfitriã das principais organizações governamentais e indústrias de tempo de guerra. Isso levou a uma redução no tamanho da Mokpo, que atualmente é uma cidade de porte médio da região de Honam.
O termo Mokpo (木浦 em Hanja) se traduz como "o porto com uma grande parte das florestas".